# 353P/McNaught
353P/McNaught è una cometa periodica scoperta il 20 settembre 2009 dall'astronomo Robert H. McNaught, in seguito furono scoperte immagini di prescoperta risalenti al 30 maggio 2008, la sua riscoperta il 19 giugno 2017 ha permesso di numerarla. Unica particolarità della cometa è di avere una MOID col pianeta Giove di sole 0,440 UA, fatto che la rende soggetta a forti perturbazioni da parte di Giove.